# Tuber
Tuber (Pier Antonio Micheli, 1729 ex Friedrich Heinrich Wiggers, 1780), denumit în popor trufă, este un gen de  ciuperci comestibile din încrengătura Ascomycota în ordinul Pezizales și familia Tuberaceae care coabitează cu rădăcinile diferitor arbori (alun, fag, pin, plop, stejar, tei) formând micorize (din limba greacă mykes - ciupercă și rhiza - rădăcină). Global există 86 de soiuri, în Europa 30. Mai multe specii ale acestui gen pot fi găsite și în România. Tipul de specie este Tuber aestivum.  
Trufele sunt considerate alimente de lux, fiind folosite numai la prepararea celor mai rafinate rețete, în cele mai extravagante restaurante. În Italia funcționează o bursă a trufelor , și un muzeu în Franța. Există chiar și confrerii , unde se acordă medalii culegătorilor ce prezintă cele mai valoroase și mai mari exemplare. Se organizează congrese, simpozioane, conferințe, mese rotunde, cursuri și excursii tematice pentru căutarea de trufe în sezonul optim de recoltare.

## Etimologie
Denumirea trufă provine din cuvântul latin tuber, însemnând cocoloș, care în timp a devenit tufer și a dat naștere diferiților termeni din limbile europene: truffe în franceză, trufă - română , truffle - engleză, Trüffel - germană, truffel - olandeză, tartufo - italiană, tartuf - croată etc.

## Istoric
Primele întrebuințări ale trufei au apărut încă de acum 4000 de ani. Anticii considerau că trufele au puteri magice și au fost folosite ca aliment, afrodiziac și medicament. 

Regii babilonieni consumau trufe înfășurate în papirus și prăjite pe jar, iar faraonilor le erau nelipsite de la masa delicateselor. 

Romanii le considerau afrodiziace puternice, Iulius Cezar era pasionat de gustul trufelor pe care le consuma zilnic. Autorul roman Apicus, în Cartea a VII-a, propune mai multe modalități de preparare a trufelor, care aveau rolul de a pregăti iubiții pentru jocurile amoroase. Cicero spunea că trufele sunt „copiii pământului”, în timp ce Plutarh considera că trufa „apare ca rezultat al fulgerului, apei și căldurii din pământ”. .

Mohamed spunea că trufele sunt o manna trimisă de Allah poporului, iar sucul rezultat din ele ar fi un medicament miraculos pentru ochi. . La acea vreme, cele mai apreciate trufe proveneau din Libia. 
Proprietățile lor magice au fost redescoperite abia la sfârșitul secolului al XVIII-lea în Franța.
Regele Francisc I consuma trufele frecvent înainte de întâlnirile sale amoroase și la somptuasele sale banchete unde preparatele trebuiau să fie asezonate obligatoriu cu trufe, iar Ludovic al XIV-lea le consuma zilnic între diferite feluri de mâncare. 
În Principatele Române, trufele apar în cartea 200 de rețete cercate de bucate, prăjituri și alte trebi gospodărești, prima carte românească de bucate cu rețete întocmite de Mihail Kogalniceanu și Costache Negruzzi, tipărită în chirilică la Iași, în 1841.
Genul a fost descris pentru prima dată sub denumirea actuală (2019) de botanistul și micologul italian Pier Antonio Micheli în opera sa Nova plantarum genera, juxta Tournefortii methodum disposita din 1729 și confirmat prin botanistul și medicul german Friedrich Heinrich Wiggers (1746-1811) în cartea sa Primitiae Florae Holsaticae din 1780. Acest taxon este singur valabil până în prezent (2019). Toate celelalte încercări de redenumire nu au fost folosite niciodată și pot fi neglijate.

## Habitat
Genul este întâlnit în emisfera nordică, între 25° și 60° latitudine, în climat foarte diferit: tropical, mediteraneean, temperat sau continental.
Trufele cresc preponderent în pădure, în sol, sub straturi groase de frunze moarte, la o adâncime cuprinsă între 5-40 cm, dar pot fi găsite și până la 50 cm adâncime.
Preferă solurile argiloase și calcaroase, în general în pantă, de tip neutru sau alcalin cu stratul gros de humus, unde sunt puține plante de adâncime, iar copacii se găsesc la distanță unul față de celălalt.
Într-o ierarhie a importanței arborilor gazdă, cei mai frecvenți sunt diferitele specii de stejari, carpenul, fagul, bradul negru, precum și diferite specii de tei, alun, molid, plop și salcie. 
Trufele apar primăvara - vara în aprilie-iunie, și toamna - iarna în septembrie-decembrie și cresc doar în cicluri de 20-30 de ani, după care dispar complet.

## Descriere
Trufele au forma unui tubercul de cartof, rotundă sau ovoidă, cu protuberanțe sau circumvoluțiuni mari de formă poligonală.
În comparație cu celelalte specii de ciuperci comestibile, trufele nu au pălărie și nici picior. Ascocarpul (fructul comestibil), este constituit din peridium (scoarță exterioară), fină sau învelită cu solzi și glebă, are gust și miros foarte plăcute. Ascocarpul este, de asemenea, alcătuit din hife, care formează, de obicei, un țesut. Gleba este alcătuită dintr-un material fertil de culoare închisă, și este divizat de o nervură groasă, de sterili de culoare albă sau gălbuie. 
Diametrul poate fi cuprins între 4- 12 cm, iar greutatea se situează între 100-200 g, dar s-au găsit și trufe de aproximativ 1kg.
În funcție de specia de trufe, învelișul exterior este de culoare închisă, neagră-albastruie, neagră-brunie, violacee sau albă.

## Valoare nutritivă și energetică
Trufele au un gust și o aromă excepționale. 
Principalele 10 arome ale trufei sunt: 
- sulfură de dimetil: 7,5%
- acetaldehidă: 4,5%
- 2-methilpropanal: 5%
- 2-methilbutanal: 4%
- etanol: 27%
- 2-methil1propanol: 21%
- 2-methil1butanal: 17%
- acetonă: 8%
- 2-butanon: 2,5%
- 1 propanol: 2%

Trufele sunt bogate în săruri minerale, vitamine în cantități reduse, din complexul B și PP, E, 75-85 % apă, proteine și numai 25 % substanță uscată:
- 20,4 % substanță organică
- 2,4 % azot
- 2,2 % cenușă
- 18,90% acid fosforic
- 2,40% acid sulfuric
- 0,41% clor și iod
- 7,48% carbonați
- 8,85% magneziu
- 23,77% potasiu
- 0,60% sodiu
- 7,50% peroxid de fier și aluminiu
- 28,05% silice
- 10,04% acid carbonic și dioxid de magneziu.

Proteinele din trufe sunt în proporție de 4,5%  și conțin următorii aminoacizi: leucină, treonină, lisină, metionină, triptofan, valină, fenilalanină, isolaeucină, istidină precum și glucide solubile 0,17-0,36%. Proteinele conțin 37 Kcal la 100 g trufe proaspete.  
Lipidele sunt în jur de 2% dintre care acizi grași nesaturați, acizi grași esențiali și utili. 
Trufele produc un alcool volatil al cărui parfum de muscat acționează ca un hormon sexual și a cărui formulă chimică este asemănătoare cu cea a testosteronului.

## Specii
Aproximativ 86 de specii fac parte din familia Tuber. În Europa sunt găsite circa 20 de specii, doar numai puține au valoare gastronomică. Există trufe albe și trufe negre, fiecare are mai multe soiuri.

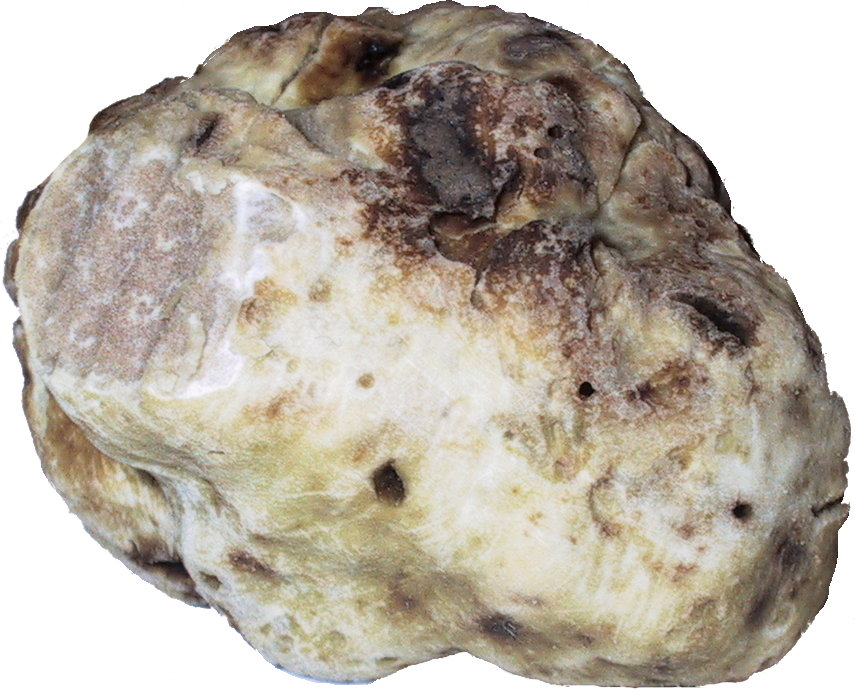
Trufă albă

### Trufe albe
Trufele albe sunt de culoare crem gălbui, cu miros de ozon și ușor de usturoi.
- Tuber borchii (Tuber albidum) (trufa albă de primăvară): este comercializată în Italia, sub numele de „Bianchetto” și în Franța ca „blanquette”.
- Tuber excavatum (trufă scobită): este de o calitate inferioară, devine repede lemnoasă.
- Tuber magnatum (trufă albă de Piemont): crește doar spontan numai în anumite părți ale Italiei și sud-estul Europei; sezonul lor este de la sfârșitul lui septembrie până în noiembrie, sau chiar decembrie în funcție de regiune. Cele mai faimoase și scumpe trufe albe provin din jurul orașului piemontez Alba, în nordul Italiei, dar și din Toscania, Romagna și Marche.
- Tuber rufum (trufă roșie): este de valoare scăzută din cauza mirosului fistichiu și consistenței ceva tenace a cărnii.

### Trufe negre
Mirosul trufelor negre este de multe ori descris ca fiind teluric, înțepător, euforic și chiar sexy. Au o aromă puternică de mosc, ozon, nuci și ciuperci. Sunt trufe negre de vară și trufe negre de iarnă.
- Tuber aestivum (trufă neagră de vară): este cea mai răspândită varietate, fiind întâlnită inclusiv în Europa Centrală, Turcia și Marea Britanie; se poate recolta din iulie până în septembrie.

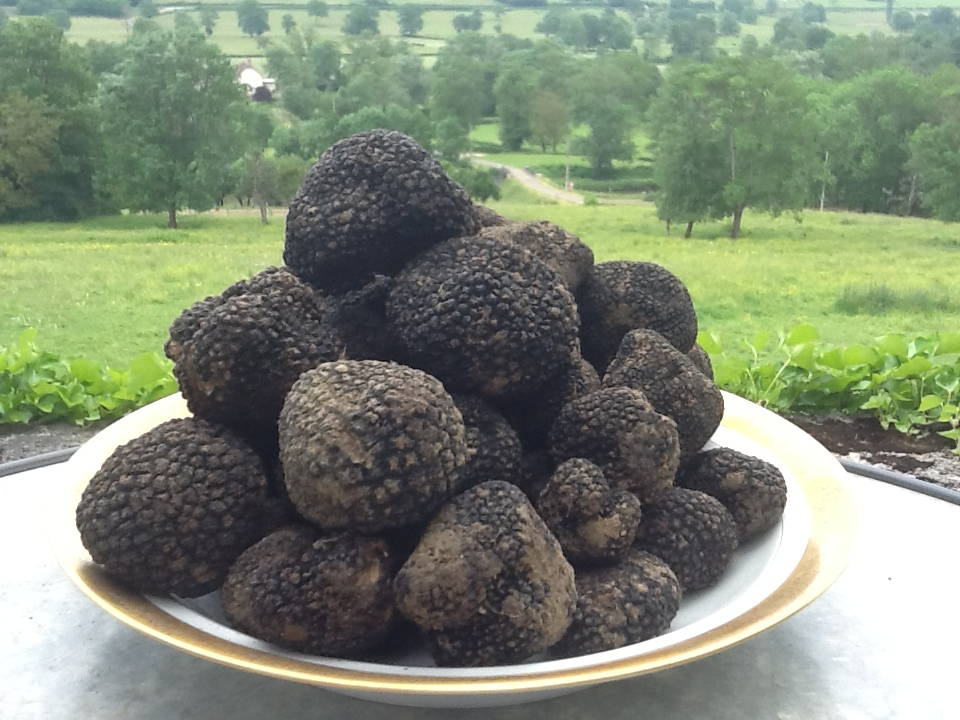
Tuber uncinatum

- Tuber brumale (trufă neagră de iarnă): are dimensiuni mai mici și miros diferit față de celelalte trufe; exteriorul este mai neted decât la celelalte trufe negre; se găsește în aceleași locuri ca și trufa de Perigord, iar perioada de recoltare este din mijlocul lui noiembrie până în martie.
- Tuber macrosporum (trufă cu spori mari): specie care se întâlnește mai rar fiind o trufă pretențioasă la condițiile de climă și sol; are un parfum asemănător cu cel al trufei albe, iar exteriorul este maro-roșiatic; perioada optimă de recoltare este septembrie-decembrie. În Franța se numește „Truffe Lisse” și în Italia „Liscio Nero”.
- Tuber melanosporum (trufă neagră franceză): este denumită „Truffe du Périgord” în Franța; sezonul este din decembrie până în martie și recoltarea este reglementată de către stat în țările în care apare.
- Tuber mesentericum (trufă gazoasă): este o trufă foarte asemănătoare cu trufa de vară, dar se distinge prin mirosul intens de fenol;  perioada optima de recoltare este octombrie-decembrie.
- Tuber uncinatum (trufă burgundă): cunoscută în Franța ca „Truffe de Bourgogne”, este de fapt o varietate de Tuber aestivum, care apare din septembrie până in ianuarie, chiar martie.

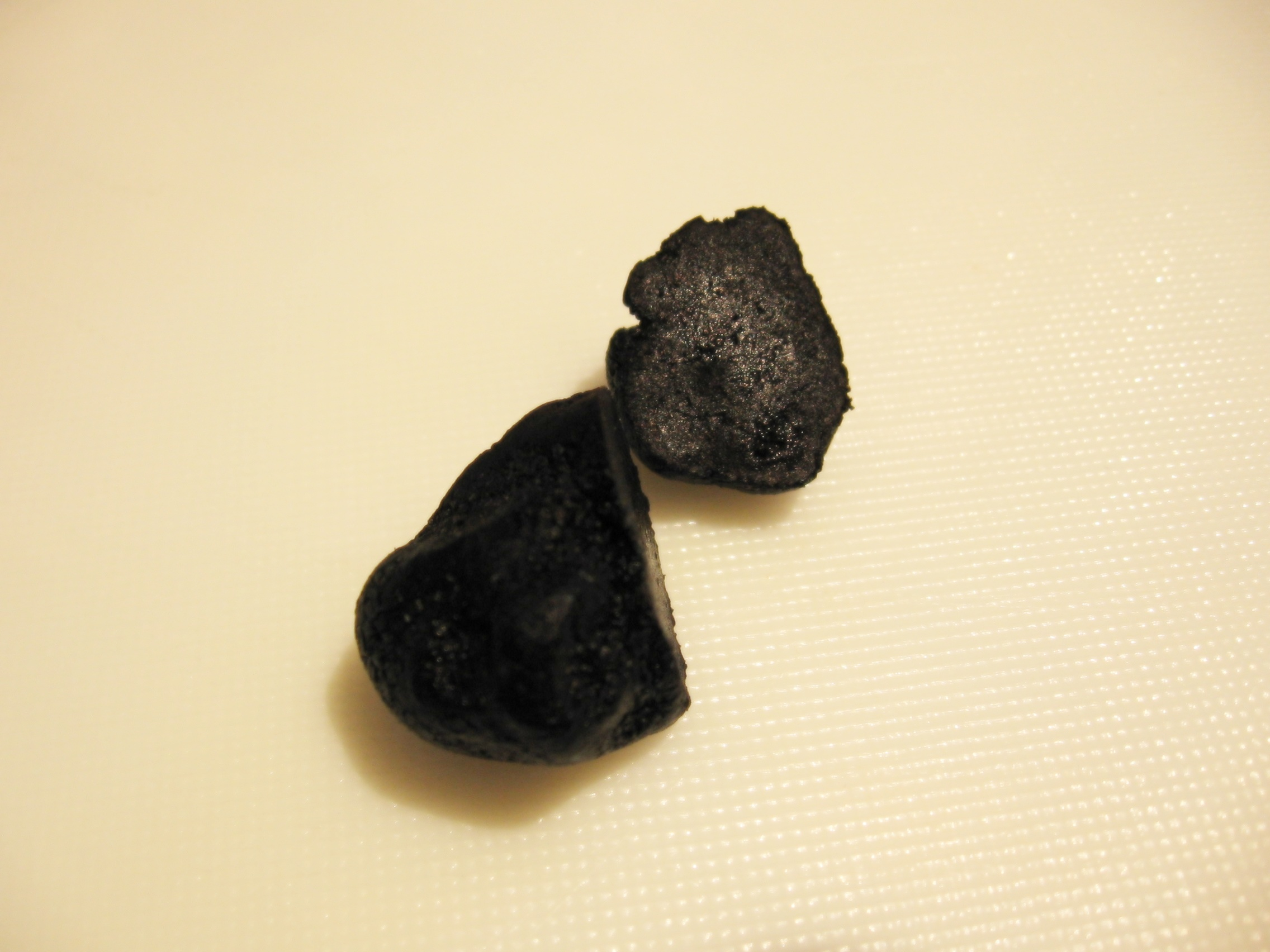
Tuber indicum

### Trufă asiatică
- Tuber indicum: sunt denumite, de asemenea, Tuber himalayense, Tuber pseudohimalayense  și Tuber sinense; aspectul lor este aproape identic cu T. melanosporum; se folosesc numai pentru a decora farfuriile. Trufele chinezești sunt mai ieftine, mai puțin aromate și cu o textură diferită.

### Trufă falsă
Numită trufa de pustiu, este asemănătoare cu cea reală, nu are gust propriu însă este înzestrată cu o capacitate foarte mare de a absorbi aromele din jurul ei.

## Trufe în România
Principalele soiuri de trufe identificate pe teritoriul României sunt: Tuber magnatum, T. aestivum, T. uncinatum, T. brumare, T. macrosporum, T. mesentericum, Choirmyces Meandriformis, trufa porcească, trufa de nisip sau trufa de deșert.  
Se găsesc în zonele mai calde, în sud sau în vestul țării, în păduri rare de foioase, în jurul fagilor, stejarilor,  preferând pantele expuse la soare. 

### Trufa porcească (Choiromyces meandriformis)
Numită și trufa albă de Transilvania este o trufă specifică climatului românesc din bazinul carpatic, în special în Ardeal. Are o culoare care imită marmura, un miros foarte puternic și poate ajunge la o greutate de 650 g. Se găsește uneori și la suprafața pământului. Perioada optimă de recoltare este iunie-octombrie. 

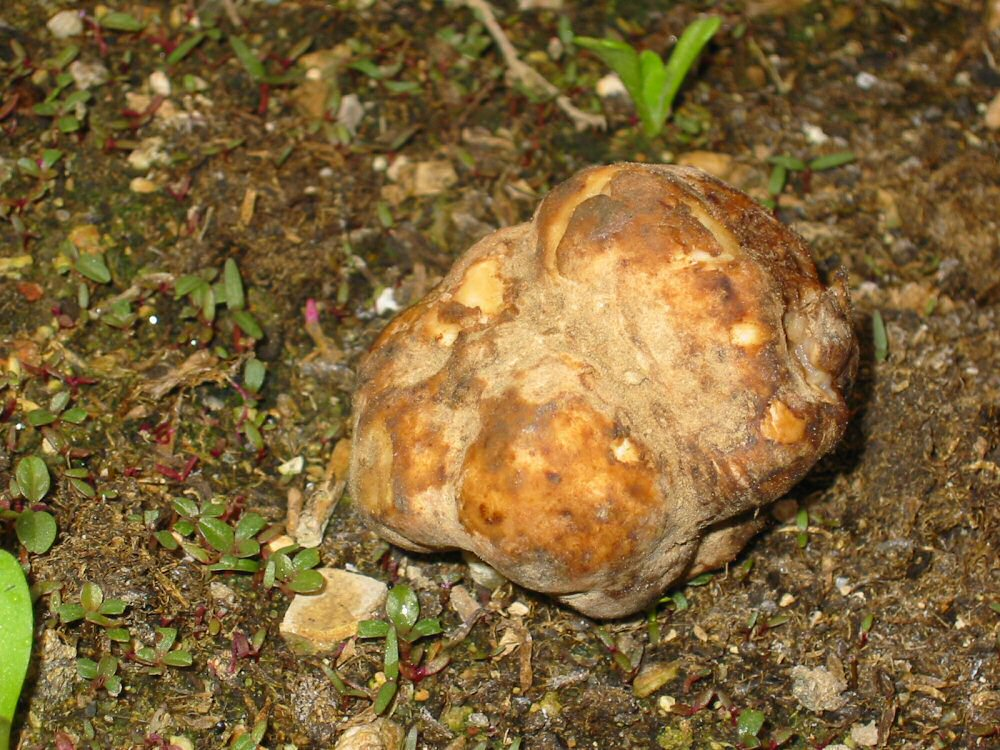
Trufă de nisip

### Trufa de nisip (Mattirolomyces terfezioidessin.Terfezia terfezioides)
Este numită și trufa pescărească, apare în straturile de nisip depuse de Dunăre pe lângă salcâmul alb. Variază între mărimea unei nuci și a unui măr, cu formă neregulată, globulară, suprafață netedă, uneori crăpată. Culoarea inițială albă se transformă în galben ocru la maturitate. Are un miros puternic de camembert. Este întâlnită în special în țările din nordul Africii, cum ar fi Algeria, Tunisia, Maroc.
Trufa de nisip este o specie asemănătoare trufelor, nu face parte din familia Tuber ci aparține genului Terfezia. 

## Recoltare

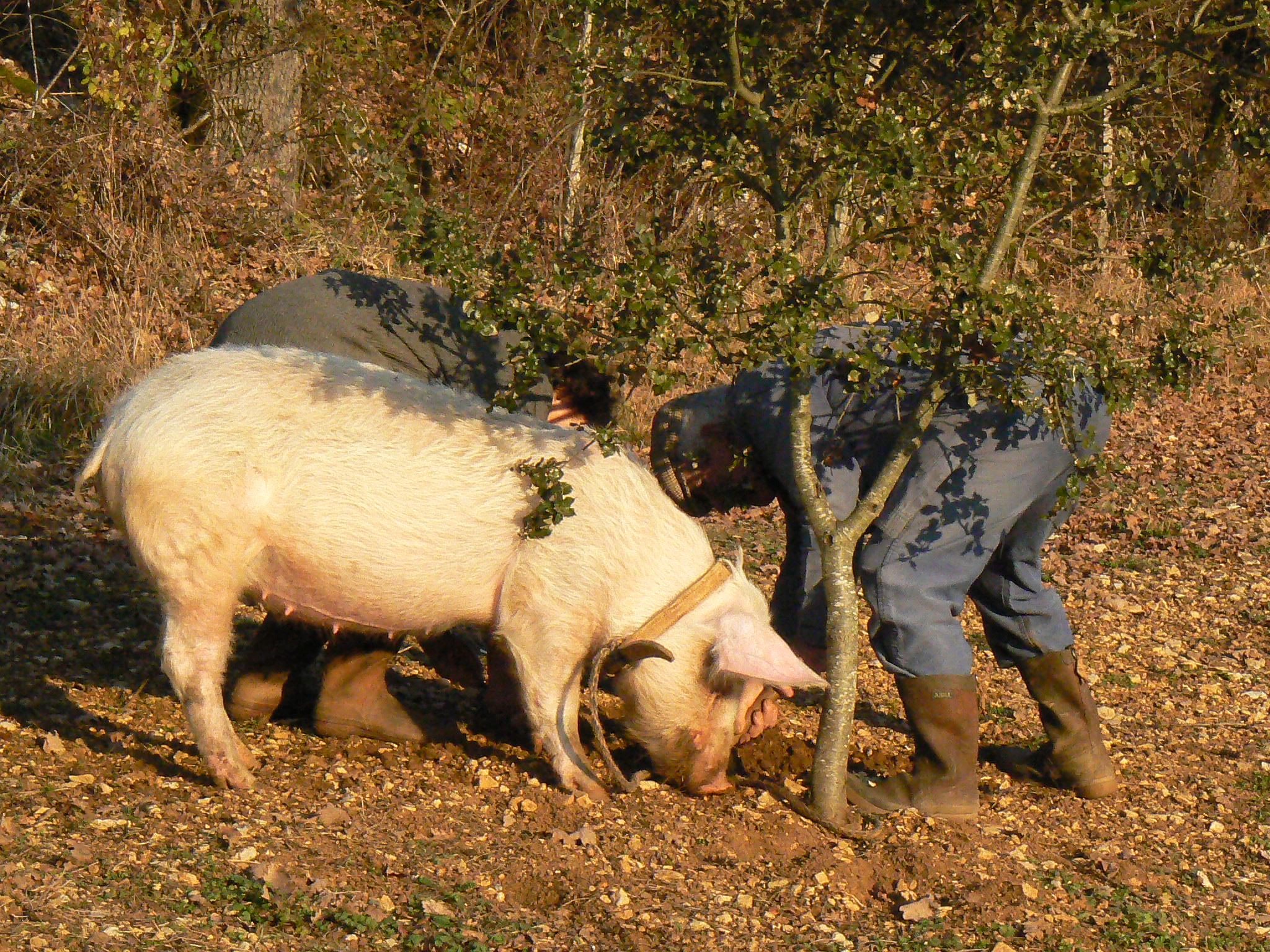
Porc dresat pentru căutarea trufelor

Căutarea de trufe se face cu ajutorul câinilor sau porcilor specializați.
În trecut, la găsirea lor se foloseau porcii. Datorită faptului că aceștia mâncau trufele, s-a trecut la folosirea câinilor special dresați, toate trufele ajungând, astfel, în coșul culegătorului și în meniul diverselor restaurante de lux.
În prezent, în majoritatea țărilor europene trufele sunt căutate cu câini special dresați.
Lagotto Romagnolo, este singura rasă de câini recunoscută pentru calitățile olfactive deosebite, care-i permit identificarea  locurilor unde cresc trufele.
Fiecare dintre cele două metode - câinii și porcii - are deopotrivă avantaje și dezavantaje tipice. 
O altă metodă de căutare a trufelor este urmărirea atentă a comportamentului unor specii de muște, dintre care cea mai răspândită este Suillia gigantea. Este o muscă de dimensiuni mari, are o mișcare greoaie și un zbor imperfect. Apare, de obicei, în jurul trufelor sau în locurile unde se găsesc trufele.

## Truficultură

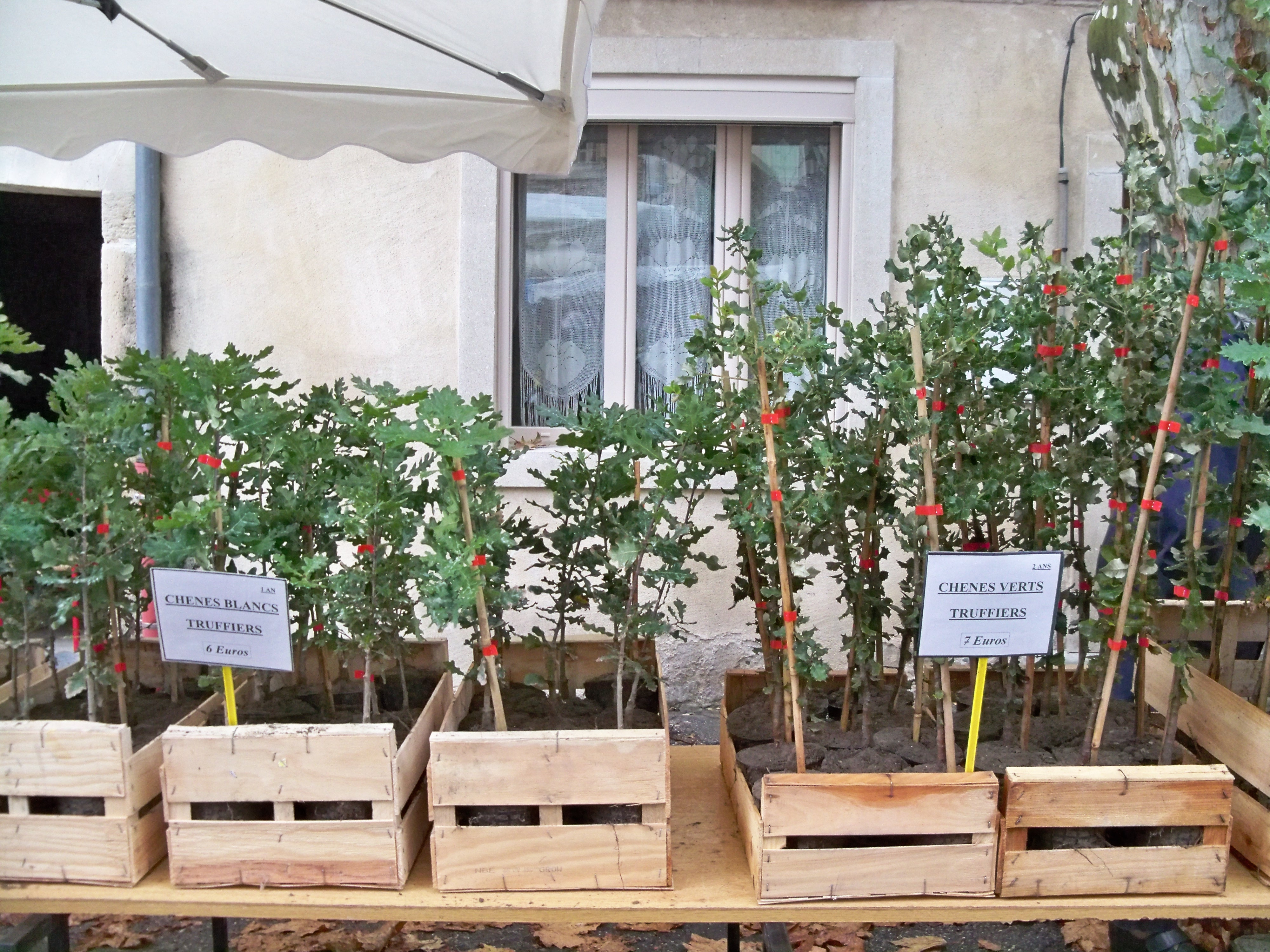
Puieți de stejar micorizați

Culturile de trufe se realizează prin plantarea unor puieți inoculați la rădăcină cu spori de trufă. 

Ludovic al XIV-lea al Franței a fost primul care a comandat prima cercetare dedicată cultivării trufelor. 
Experimentele cu puieți micorizați au avut loc mai întâi în Europa, apoi s-au răspândit și în alte zone ale lumii. Speciile de arbori care pot fi inseminate cu spori de trufă sunt variate. Cele mai recomandate sunt stejarul, carpenul, pinul, alunul. 
În secolul al XIX-lea trufele devin în Franța o ramură importantă a agriculturii. La începutul secolului XX, truficultura franceză s-a dezvoltat, volumul recoltat anual fiind de 1000 tone. Cele două războaie mondiale au dus însă la scăderea drastică a producției. 
Peste 80% din trufele produse în prezent în Franța vin de pe plantații specializate. Se mai întâlnesc plantații de trufe în, Spania, Italia, Marea Britanie, S.U.A., Australia, Chile. 
Prima plantație de trufe negre din emisfera de vest, a apărut la începutul anilor ’80, în Hillsborough, Carolina de Nord, când agricultorul Franklin Garland a investit în această afacere. În 1993 a început să recolteze trufe asemănătoare calitativ cu cele recoltate natural înFranța. 
Cea mai mare plantație de trufe se află în Spania, la Naveleno, în provincia Soria. Sunt plantați acolo, pe o suprafață de 600 de hectare de teren, 330.000 de puieți micorizați cu trufe.
Pe plan mondial, cererea de trufe este în continuă creștere, în timp ce oferta scade, datorită recoltării ce aduce rezultate variabile. Din acest motiv, cercetătorii francezi sunt în căutarea unor metode de clonare a trufelor negre.
Exploatarea trufei se dezvoltă și în România unde au fost făcute câteva invesții în culturi de trufe, această activitate devenind în timp o afacere tot mai profitabilă. Trufa din România are un gust calitativ superior celei recoltate din alte țări, cea mai mare parte a recoltelor de trufe din România exportându-se în Italia. 

## Produse din trufe

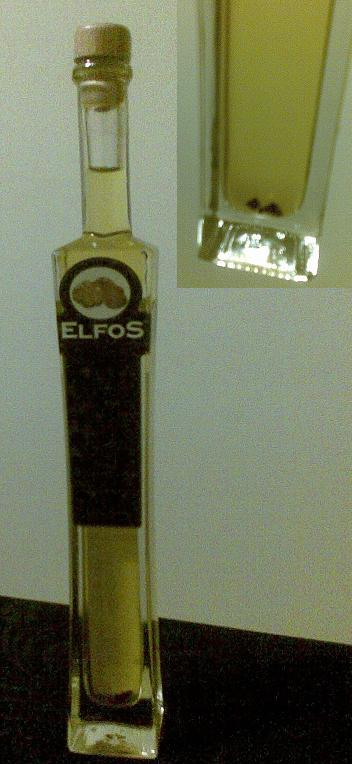
Ulei de măsline cu trufe

Pesto de trufe - pastă din trufe negre de vara 
Ulei cu trufe - ulei de măsline cu bucăți de trufe
Pateu cu trufe - foaie gras, baton din ficat de rață sau gâscă cu trufe negre la mijloc 
Miere cu trufe: miere polifloră cu trufe negre de vară
Vodcă de trufe (Black Moth Vodka) - vodcă în care s-au infuzat trufe negre de Perigord 
Carpacio de trufe - felii foarte subțiri de trufe la borcan
Ciocolata - ciocolata din bucati de trufe negre 
Unt cu aromă de trufe sau salsa cu unt și trufe
Sare cu aromă de trufe

## Producție și comercializare
La sfâșitul anului 2007, din regiunea unei singure localități, Franța obținea o producție record de circa 4,5 tone de trufe pe lună. 
În anul 2013, prețul trufelor negre era de 400 de euro pentru un kilogram.
În anul 2014, prețul a scăzut la 60 de euro pentru un kilogram.
Cea mai scumpă trufă a fost vândută în 2007 proprietarului unui cazino din Macao, care a plătit 330.000 de dolari pentru 1,5 kilograme de trufe  albe.

## Festivaluri cu trufe
Toamna este sezonul pentru festivalurile locale cu trufe în diferite regiuni din Italia, Franța și Spania. Iată câteva dintre acestea: 
- San Miniato (Toscana, provincia Florența) -  cel mai faimos târg de trufe din Toscana; este ținut în primele trei week-end din luna noiembrie.
- Aqualagna (Marches, provincia Pesaro) - târgul național de trufe albe are loc aici în ultima duminică a lunii octombrie și primele trei duminici a lunii noiembrie
- Alba (Piemont, provincia Cuneo) - festivitatea rulează pe tot parcursul lunii octombrie și începutul lunii noiembrie
- Carpentras (Vaucluse, regiunea Provența-Alpi-Coasta de Azur) – cel mai vechi târg de trufe din Europa, din 1155; fiecare vineri, noiembrie-martie
- Richerenches (Vaucluse, regiunea Provența-Alpi-Coasta de Azur)- din noiembrie până în martie, în fiecare sâmbătă; este cel mai mare târg de trufe din Europa
- La Feria Internacional de la Trufa (Sarrion, provincia Teruel) - este considerat cel mai important târg din Spania, numit și capitala spaniolă a trufei negre de iarnă.

## Vezi și
- Truficultură